# 伊朗沙赫爾

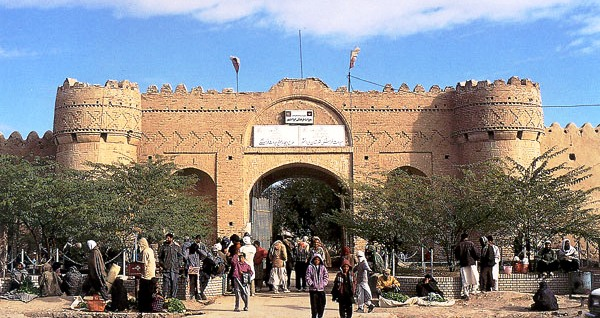

伊朗沙赫爾是伊朗的城市，位於該國東南部，由錫斯坦－俾路支斯坦省負責管轄，海拔高度569米，2006年人口100,642，居民主要是俾路支人。